# Pierella helvina
Pierella helvina är en fjärilsart som beskrevs av William Chapman Hewitson 1860. Pierella helvina ingår i släktet Pierella och familjen praktfjärilar. Inga underarter finns listade i Catalogue of Life.

## Bildgalleri

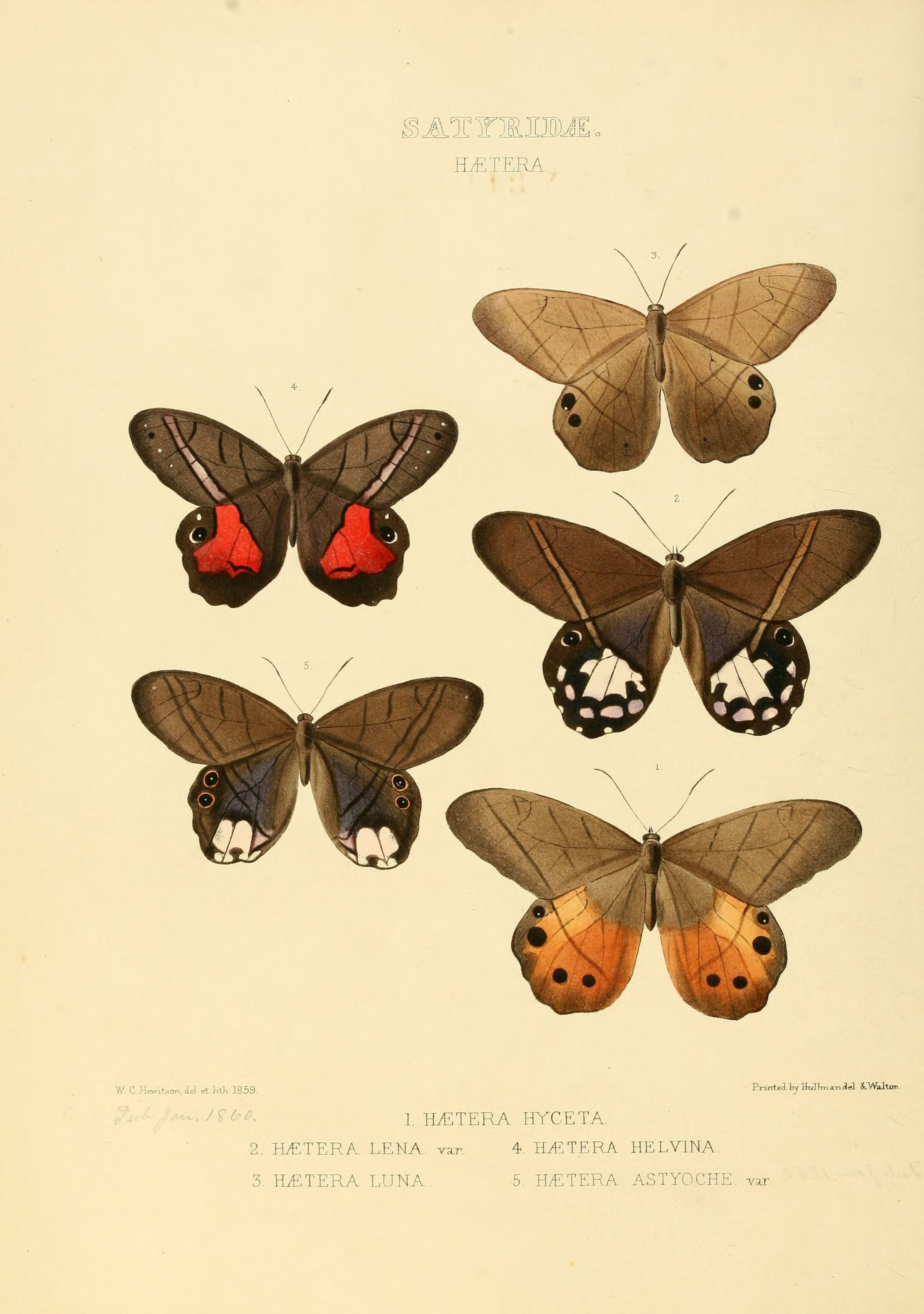
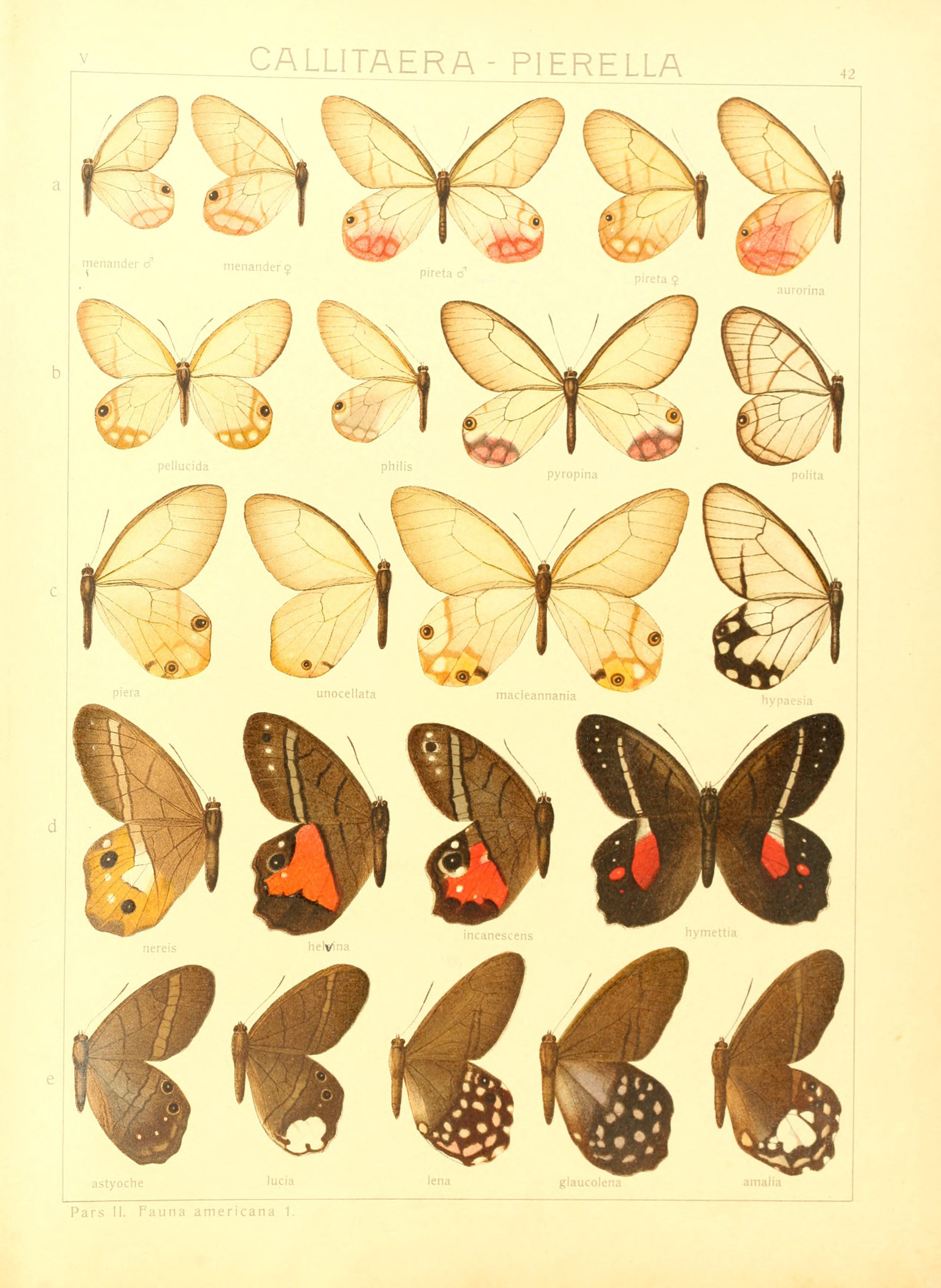